# Fuoco fatuo (film 2022)
Fuoco fatuo (Fogo-Fátuo) è un film del 2022 diretto da João Pedro Rodrigues.

## Trama
Portogallo, 2069. Mentre giace sul suo letto di morte, Alfredo, re senza corona, comincia a ricordare il suo amore giovanile per Alfonso.
In gioventù Alfredo, preoccupato dai frequenti incendi causati dal riscaldamento globale, si era unito ai vigili del fuoco come volontario. Affidato alle cure di Alfonso, Alfredo conosce il resto della divisione, composta da eccentrici vigili del fuoco che amano creare tableau vivant particolarmente omoerotici. Alfredo e Alfonso intraprendono un’appassionate relazione, stroncata sul nascere dall’improvvisa morte del re, morto a causa del coronavirus. Ligio al dovere, Alfredo decide di succedere al padre sul trono portoghese e lui e Alfonso si lasciano bruscamente.
Alla morte di Alfredo, che non si è mai sposato, i vigili del fuoco insistono affinché gli vengano attribuiti i riti funebri consoni a un membro dell’arma. Alla veglia funebre partecipa anche una figura mascherata che si rivela essere Alfonso, diventato presidente della repubblica.

## Promozione
Il primo trailer del film è stato pubblicato il 25 agosto 2022.

## Distribuzione
Il film ha avuto la sua prima il 24 maggio 2022 in occasione della 75ª edizione del Festival di Cannes e successivamente è stato presentato in concorso anche al Filmfest München, al New York Film Festival e al Toronto International Film Festival.

## Riconoscimenti
- Festival di Cannes
  - 2022 - Candidatura alla Queer Palm